# Bolemír
Bolemír je mužské křestní jméno slovanského původu. Vykládá se jako „více míru, mírového uspořádání“ (v ruštině znamená předpona bole- „více“).
Podle českého kalendáře má svátek 6. září.

## Bolemír v jiných jazycích
- Srbochorvatsky: Boljemir
- Polsky: Bolemir

## Známí nositelé jména
- Václav Bolemír Nebeský – český obrozenecký básník